# Tirich Mir
De Tirich Mir (ook wel Terich Mir of Terichmir) is de hoogste berg in de Hindoekoesj in het noorden van Pakistan.
De berg werd het eerst beklommen in 1950 door een Noorse expeditie met Arne Næss, P. Kvernberg, H. Berg, and Tony Streather.